# Aleksiej Czorny
Aleksiej Klimientjewicz Czorny (ros. Алексе́й Климе́нтьевич Чё́рный, ur. 23 lutego 1921 w Koriukiwce, zm. 2 września 2002 w Moskwie) – radziecki polityk, działacz partyjny, członek KC KPZR (1971-1989).

## Życiorys
Po ukończeniu szkoły średniej studiował 1938-1941 w Instytucie Chemiczno-Technologicznym w Moskwie, po czym pracował w fabryce wojskowej w miejscowości Elban w Kraju Chabarowskim, gdzie był mistrzem, technologiem, kierownikiem warsztatu i zastępcą dyrektora fabryki. 1946 wstąpił do WKP(b). Od 1949 funkcjonariusz partyjny, 1950-1954 II sekretarz Komitetu Miejskiego WKP(b)/KPZR w Komsomolsku nad Amurem, 1954-1956 I sekretarz Komitetu Rejonowego KPZR, od 1956 sekretarz, później do marca 1959 II sekretarz Krajowego Komitetu KPZR w Chabarowsku. Od 10 marca 1959 do 13 maja 1962 I sekretarz Komitetu Obwodowego KPZR w Żydowskim Obwodzie Autonomicznym, od 4 maja 1962 do 23 lipca 1970 przewodniczący Komitetu Wykonawczego Rady Krajowej w Chabarowsku, od 23 lipca 1970 do 28 września 1988 I sekretarz Komitetu Krajowego KPZR w Chabarowsku. Wyróżniał się zdolnościami organizacyjnymi i wniósł duży wkład w rozwój Kraju Chabarowskiego - w czasie gdy nim rządził zbudowano tam m.in. fabryki konstrukcji aluminiowych, fabryki materiałów budowlanych, fabryki żelaznych konstrukcji mostowych i wiele innych przedsiębiorstw, oraz elektrownię w Komsomolsku nad Amurem i rozbudowano przemysł spożywczy. Od 9 kwietnia 1971 do 25 kwietnia 1989 członek KC KPZR. 1962-1988 deputowany do Rady Najwyższej ZSRR. Od września 1988 na emeryturze.

## Odznaczenia
- Order Lenina (czterokrotnie)
- Order Czerwonego Sztandaru Pracy
- Medal „Za pracowniczą dzielność”
- Medal „Za ofiarną pracę w Wielkiej Wojnie Ojczyźnianej 1941–1945”
- Medal „Za rozwój dziewiczych ziem”
- Złoty Medal Wystawy Osiągnięć Gospodarki Narodowej ZSRR (trzykrotnie)